# Ludwig Noll
Ludwig Noll (* 1872; † 1930) war ein deutscher anthroposophischer Arzt und Mäzen Rudolf Steiners.

## Leben
Noll interessierte sich für Esoterik und kam früh mit anglo-indischen Theosophen in Kontakt. 1911 nahm er an Steiners Prager Kurs über Okkulte Physiologie teil. Als einer der finanziellen Unterstützer Steiners, honorierte er dessen Vorträge. Noll war Leiter und 1906/1907 Neubegründer der schon vor 1902 existierenden Kasseler Loge. Als Arzt wandte er auch homöopathische Behandlungsmethoden an.
Noll war seit 1902 ein in Kassel niedergelassener Arzt. Seit 1911 gehörte er dem Vorstand der deutschen Sektion der Theosophischen Gesellschaft an; spätestens ab 1914 arbeitete Noll als medizinischer Berater mit Rudolf Steiner und Ita Wegman zusammen. Nach ihm ist in Kassel eine Psychiatrische Klinik benannt.